# گمینا گوچاوکوویتس-زدروی
گمینا گوچاوکوویتس-زدروی (به لهستانی:  Gmina Goczałkowice-Zdrój) یک گمینا در لهستان است که در شهرستان پشچنا واقع شده‌است. گمینا گوچاوکوویتس-زدروی ۴۸٫۶۴ کیلومتر مربع مساحت و ۶٬۲۶۳ نفر جمعیت دارد.